# 제14회 미쟝센 단편 영화제
제14회 미쟝센 단편 영화제는 2015년 6월 25일에 열린 시상식이다.

## 수상 및 후보

### 비정성시 최우수작품상
- 좁은 길 - 손민영 수상

### 사랑에관한짧은필름 최우수작품상
- 님의 침묵 - 이정민 수상

### 절대악몽 최우수작품상
- 엠보이 - 김효정 수상

### 희극지왕 최우수작품상
- 옆구르기 - 안주영 수상

### 4만번의구타 최우수작품상
- 야누스 - 김성환 수상

### 심사위원특별상
- 일출 - 양경모 수상
- 출사 - 유재현 수상
- 불한당들 - 안승혁 수상

### 심사위원 특별상 연기부문
- 좁은 길 - 박주용 수상
- 그리고 가을이 왔다 외2편 - 배유람 수상
- 여름의 끝자락 외1편 - 윤금선아 수상

### I love Shorts! 관객상
- 여름의 끝자락 - 곽새미 외1명 수상

### B tv 관객상
- 엠보이 - 김효정 수상

### 베스트 오브 무빙 셀프 포트레이트
- 혹한기 - 김매일 수상

### 미쟝센 촬영상
- 누구인가 - 손기호 수상

### 비정성시 부문
- 면허시험 - 정욱
- 보일러 - 이영아
- 비공식 개강총회 - 류덕환
- 스테이! - 신제민
- 아빠, 그리고 아빠 - 지영애
- 어떤 날 - 김주일
- 연희 - 백해선
- 열대야 - 서은선
- 열정의 끝 - 곽은미
- 용건만 간단히 - 이윤호
- 은혜 - 박매화
- 자전거 도둑 - 민용근
- 클린 미 - 강상우
- 탄피 - 전신환
- 피크닉 - 송혜림

### 사랑에 관한 짧은 필름 부문
- 9월9일 - 정혜진
- 겨울, 바다 - 이수민
- 그리고 가을이 왔다 - 최정호
- 낮달 - 이원영
- 방과 후 티타임 리턴즈 - 구교환
- 배우의 탄생 - 이진호
- 싫어 - 유은정
- 영희씨 - 방우리
- 제 팬티를 드릴게요 - 원하라

### 희극지왕 부문
- Hello Stranger - 윤평화
- 실버벨 - 유수민
- 용산나이트 - 홍윤희
- 원플러스원 - 허수영
- 장모와 나 - 김태구
- 파르티잔 - 김기범
- 화해 - 김한결

### 절대악몽 부문
- 검은 새 - 국우종
- 고치 - 여은아
- 굿나잇 미스터 리 - 노혜연 외1명
- 도어락 - 구세미
- 사월 - 이오은
- 죽부인의 뜨거운밤 - 이승주
- 초능력자 - 권만기

### 4만번의 구타 부문
- escapin´ - 표민수
- 가면 - 김병학
- 기음 - 현조
- 머저리들 - 김태동
- 아비(阿鼻) - 유선재
- 야경꾼 - 노도연
- 위장 - 김태윤
- 정글 - 박병훈

### 국내초청
- 죽거나 혹은 나쁘거나 - 류승완
- 다찌마와 리 - 류승완
- 남자니까 아시잖아요? - 류승완
- 타임리스 - 류승완
- 유령 - 류승완

### 야외상영
- 멘토 - 박보은